# 井上次郎 (実業家)
井上 次郎（いのうえ じろう、1928年4月6日 - 1969年4月29日）は、昭和時代中期日本の実業家。現在のイオングループの源流となった企業の1社・シロの創業者。大阪府出身。

## 来歴
1928年（昭和3年）4月6日、大阪府豊能郡庄内村（現在の豊中市庄内）で飯田家に生まれる。関西大学経済学部を卒業後、井上米子との結婚に伴い入婿し井上姓となった。
1955年（昭和30年）、実兄の義雄と共同で衣類の生地小売、染色、機械販売およびアパートの賃貸を業務とする飯田株式会社を創業し、同年12月15日より米子と夫婦でアパートの1階を改装した店舗で婦人服の仕立業を始めた。1961年（昭和36年）6月、アパートを鉄筋コンクリート4階建て構造に建て替え「シロ」の1号店とする。1963年、本部一括仕入れ方式を採用し本社を豊中市から吹田市へ移転、社名を株式会社シロに変更して大阪府に12店、兵庫県に1店、京都府に1店を展開する中堅のスーパーマーケットに成長したが、1960年代半ばには展開地域が競合するダイエーの後塵を拝するようになり、危機感を強める。
1968年（昭和43年）、三重県の岡田屋と兵庫県のフタギが将来の合併を視野に合弁で共同仕入れを行う新会社を設立する構想にシロを合流させ、3社の共同出資によりジャスコ（初代）が大阪市福島区のシロ野田店5階に設立された。この時にフタギの二木一一が会長、岡田屋の岡田卓也が社長となり井上は副社長に就任するが、経営統合作業の途上にあった1969年（昭和44年）4月29日に心筋梗塞のため急逝した。41歳没。創業者を失ったシロは負債を抱えていたため「京阪ジャスコ」へ社名を変更し、フランチャイジーとして再建を図ったのち他の2社から遅れて1972年（昭和47年）に現在のイオンへ繋がるジャスコ（2代目）と合併した。
シロの1号店であった阪急宝塚本線庄内駅前の庄内店は「ジャスコシロ庄内店」に改称したのち、1971年（昭和46年）に閉店したが建築物としての飯田ビルは2021年（令和3年）時点でも現存している。2022年（令和4年）には庄内駅から南側にある旧阪急バス豊中営業所跡地にイオンタウン豊中庄内がオープンし、源流企業の1社が創業した地へ51年ぶりに再進出を果たす形となった。